# Kresy (Kalenice)
Kresy – część wsi Kalenice położona w województwie łódzkim, w powiecie łowickim, w gminie Łyszkowice.
W latach 1975–1998 wieś administracyjnie należała do województwa skierniewickiego.